# Nannamoria ranya
Nannamoria ranya is een slakkensoort uit de familie van de Volutidae. De wetenschappelijke naam van de soort is voor het eerst geldig gepubliceerd in 1995 door Willan.